# Heartbreaker (Justin Bieber)
Heartbreaker è un singolo del cantante canadese Justin Bieber, pubblicato il 7 ottobre 2013 e prodotto da T-Minus, Maejor Ali e Chef Tone. Il brano è il primo della serie Music Monday, cioè della pubblicazione di un nuovo singolo ogni lunedì per 10 settimane.

## Classifiche
| Classifica (2013) | Posizione massima |
| ----------------- | ----------------- |
| Australia         | 30                |
| Austria           | 18                |
| Belgio (Fiandre)  | 8                 |
| Belgio (Vallonia) | 15                |
| Canada            | 15                |
| Danimarca         | 1                 |
| Francia           | 26                |
| Germania          | 32                |
| Italia            | 7                 |
| Norvegia          | 5                 |
| Nuova Zelanda     | 21                |
| Paesi Bassi       | 5                 |
| Regno Unito       | 14                |
| Spagna            | 4                 |
| Stati Uniti       | 13                |
| Svezia            | 47                |
| Ungheria          | 12                |